# Marius Stankevičius
Marius Stankevičius (Kaunas, 15 juli 1981) is een professioneel voetballer uit Litouwen. Meestal speelt hij als centrale verdediger, maar hij kan ook als rechtsback en verdedigend of rechts op het middenveld spelen. Hij debuteerde in 2001 in het nationale elftal van Litouwen. Stankevičius werd Litouws Speler van het Jaar in 2008 en 2009.

## FK Ekranas
Op 17-jarige leeftijd maakte Stankevičius in het seizoen 1998/1999 voor het eerst zijn opwachting in de hoofdmacht van een professionele voetbalclub. De club voor welke hij speelde was FK Ekranas uit Panevėžys. Ondanks zijn jeugdige leeftijd werkte Stankevičius zich al na twee seizoenen definitief in de basis te spelen bij de club. Samen met spelers als Žilvinas Žudys en Edgaras Rukštelė vormde hij de verdediging bij de toenmalige middenmoter. Tot en met het einde van het seizoen 2001 zou Stankevičius spelen voor FK Ekranas. Het grootste succes dat hij met de club boekte was het winnen van de Beker van Litouwen in 2000. De deelname aan de UEFA Cup in het seizoen 2000/2001 die Ekranas hieraan overhield, liep echter uit op een teleurstelling. In de kwalificatieronde van het toernooi verloren de Litouwers namelijk kansloos met 0-3 en 0-4 van het Belgische Lierse SK. In totaal speelde Stankevičius 87 competitiewedstrijden voor Ekranas. Daarin scoorde hij drie doelpunten.

## Vertrek naar Italië
In de winterstop van het seizoen 2001/2002 trok het Italiaanse Brescia Calcio Stankevičius aan. Daarom mocht hij ook aan het begin van het seizoen 2002/2003 een aantal wedstrijden meespelen met de Italianen. Omdat de verdediger zich echter nog niet volledig waar kon maken, werd hij in de winterstop uitgeleend aan AS Cosenza, dat toen een niveau lager dan Brescia speelde in de Serie B. Voor deze club zou hij 8 wedstrijden spelen. In het seizoen 2003/2004 kreeg Stankevičius een nieuwe kans in het eerste elftal van Brescia. Dat seizoen was hij vaak nog wisselspeler, maar steeds meer wist de Litouwer zich in de basis te werken van Brescia. Tot en met het seizoen 2004/2005 speelde de verdediger met de club in de Serie A. Dat seizoen eindigden ze als negentiende en degradeerde de club naar de Serie B. Tot en met de zomer van 2008 speelde Stankevičius op dit tweede niveau van het Italiaanse clubvoetbal. Voor Brescia speelde hij in totaal 165 competitiewedstrijden, waarin hij elf doelpunten wist te scoren.
Het was Sampdoria die in de zomer van 2008 Stankevičius wegplukte bij Brescia en hem terugbracht op het niveau van de Serie A. Bij de club uit Genua, die ongeveer €3 miljoen voor hem betaalde, speelde hij zich al snel in de basis, waar hij de vervanger werd van de naar AC Parma vertrokken Giulio Falcone. Zijn debuut maakte Stankevičius op 30 augustus 2008 tegen Inter Milan, een wedstrijd die in 2-1 eindigde.

## Sevilla CF
Op 6 januari 2010 werd Stankevičius door Sampdoria uitgeleend aan Sevilla CF. Deze club bedong daarbij een optie tot koop bij Sampdoria, waarbij ze €3 miljoen aan de club uit Genua zou moeten betalen. Bij de club speelde de verdediger zich in de basis. Toch lichtten de Spanjaarden de optie tot koop niet, waardoor de Litouwer in de zomer weer terug naar zijn Italiaanse werkgever keerde, Sampdoria.

## Valencia CF
Het jaar hierna vertrekt Stankevičius weer naar Spanje. Ditmaal op huurbasis naar Valencia CF. Hier speelde hij 21 wedstrijden.

## Interlandcarrière
Vanwege zijn overtuigende prestaties bij FK Ekranas mocht Stankevičius op 4 juli 2001 zijn debuut maken voor het nationaal elftal van Litouwen. Het was tegen het mede-Baltische Estland dat de rechtsbenige verdediger voor het eerst de kleuren van zijn land verdedigde. Zijn eerste doelpunt voor Litouwen maakte hij tegen Bosnië-Herzegovina in 2005. Ondanks overwinningen op Roemenië en Servië, wist Stankevičius zich nooit met zijn land voor een eindtoernooi te plaatsen.